# Герб Балтського району
Герб Балтського району — офіційний символ Балтського району, затверджений 12 жовтня 2012 р. рішенням сесії районної ради.

## Опис
Щит розтятий. На правій чорній частині золотий зубчатий знизу пояс в перев'яз зліва. Ліва частина перетята понижено скошено справа на лазурове і золоте поля, на верхньому полі золотій сніп із жезлом Меркурія. Щит облямований золотим вінком із дубового листя і увінчаний золотою територіальною короною.